# Nokia 1800
Nokia 1800 este un telefon mobil produs de și lansat în 2008. Culorile disponibile sunt: Silver Grey, Black, Orchid Red, Ash Blue. Suportă radio FM, lanternă, capac anti-zgâriere și taste rezistente la praf.  Ecranul este TFT de 1.8 inchi cu rezoluția de 128 x 160 pixeli cu o densitate de 114 ppi. Are o mufă audio de 3.5 mm și agenda telefonică poate stoca 500 de contacte. Nokia 1800 are carcase interschimbabile Xpress-on și suportă tonuri MP3.